# رود تاندزوت
رود تاندزوت (به ارمنی: Տանձուտ) یک رود در ارمنستان است که در استان لوری واقع شده‌است.